# Protectoratul Boemiei și Moraviei
Protectoratul Boemiei și Moraviei (în limbile germană: Reichsprotektorat Böhmen und Mähren, cehă: Protektorát Čechy a Morava) a fost un protectorat a cărui populație era majoritară cehă. Protectoratul a fost înființat de Germania Nazistă pe 15 martie 1939 în zonele centrale ale Boemiei, Moraviei și Sileziei Cehe din regiunea care este azi Republica Cehă. Adolf Hitler a proclamat înființarea protectoratului la Castelul din Praga, după proclamarea independenței Slovaciei de pe 14 martie. Boemia și Moravia erau teritorii cu un anumit grad de autonomie administrat de naziști, (la fel precum Guvernoratul General al Poloniei), care erau considerate părți ale „Germaniei Mari”. Protectoratul a încetat să existe din punct de vedere legal odată cu Capitularea Germaniei în fața forțelor Aliaților (8 mai 1945).

## Istoric
Regiunea Sudetenland,  care se întindea de-a lungul frontierelor Cehiei cu Austria și Germania, era locuită în principal de germani și a fost încorporată în Reich pe 10 octombrie 1938, ca urmare a semnării Acordului de la München. Cinci luni mai târziu, după ce Dieta Slovaciei a proclamat independența țării, Hitler l-a invitat la Berlin pe președintele Cehiei, Emil Hácha, și a exercita presiuni asupra lui pentru ca acesta din urmă să accepte ocuparea țării de către Germania.
Boemia și Moravia au fost declarate ca părți ale unui protectorat german și au fost plasate sub controlul unui Reichsprotektor, (primul fiind Konstantin von Neurath).  Emil Hácha a rămas din punct de vedere legal președinte al statului („Staatspräsident”). În funcțiile de conducere ministeriale sau locale au fost numiți oficiali germani. Gestapoul și-a asumat autoritatea polițienească. Evreii au fost concediați din funcțiile publice și au fost plasați în poziții dezavantajoase față de restul populației. Partidele politice au fost interzise cu excepția Parteneriatului Național care a reprezentat baza colaborării cehe cu Germania. Mai mulți conducători ai Partidului Comunist Cehoslovac au fugit în Uniunea Sovietică.
Populația protectoratului a fost mobilizată pentru muncă în ajutorul efortului de război german, iar ofițeri germani special numiți au preluat supravegherea tuturor intreprinderilor industriale importante. Cehii lucrau în minele de cărbune și de fier, în uzinele metalurgice și de producere a armamentului. Un număr de tineri cehi au fost trimiși la muncă în Germania. Producția de bunuri de larg consum, mult diminuată, a fost destinată în principal aprovizionării pieții germane și Wehrmachtului. Populația protectoratului a trebuit să suporte regimul raționalizării stricte a tuturor produselor de larg consum, a alimentelor, energiei și combustibililor.
Guvernarea germană a avut o duritate moderată în primele luni de ocupație. Guvernul ceh și sistemul politic au continuat în forma reorganizată de Emil Hácha. Acțiunile Gestapoului au fost direcționate în principal împotriva politicienilor și intelectualilor. Cu toate aceste, cehii au demonstrat împotriva ocupației străine cu ocazia sărbătoririi Zilei independenței Cehiei de pe 28 octombrie 1938. Moartea de pe 15 noiembrie a studentului Jan Opletal, rănit în timpul demonstrațiilor, au generat demonstrații studențești și represaliile germane. Au urmat arestări în masă ale politicienilor și a aproximativ 1.800 de studenți și profesori. Pe 17 noiembrie, toate universitățile și colegiile din protectorat au fost închise, liderii studenților au fost executați, iar alte sute de tineri au fost trimiși în lagăre de concentrare din Germania. 
Vedeți și: Rezistența cehă în al doilea război mondial
În toamna anului 1941, Reichul a adoptat o politică mai radicală față de protectorat. Intransigentul SS-ist  Reinhard Heydrich a fost numit  Reichsprotektor adjunct al Boemiei și Moraviei. La ordinul său, premierul ceh Alois Eliáš a fost arestat, (iar mai târziu a fost executat), guvernul a fost reorganizat și toate organizațiile culturale cehe au fost închise. Gestapoul a început o campanie masivă de arestări și execuții. A fost organizată deportarea evreilor în lagăre de concentrare. A fost organizat un lagărul-model de la Terezín ca ghetou pentru familiile evreiești. Pe 4 iunie 1942, Heydrich a murit datorită rănilor căpătate în timpul atentatului pus la cale de Aliați și cehi – Operațiunea Antropoid. Succesorul lui Heydrich, generalul-colonel Kurt Daluege, a ordonat arestări în masă și execuții sumare, dar și distrugerea satelor Lidice și Ležáky. În 1943, Germania și-a accelerat eforturile de război. Sub conducerea lui Karl Hermann Frank, ministrul de stat pentru Boemia și Moravia, aproximativ 35.000 de muncitori cehi au fost strămutați în Reich la muncă obligatorie. Cea mai mare parte a populației cehe a suportat cu stoicism ocupația germană până în ultimele luni ale războiului, când mii de cetățeni ai protectoratului s-au implicat în mișcarea de rezistență. 
Pentru cehii protectoratului, ocuparea țării de către germani a fost o perioadă de opresiune brutală, care a fost și mai dureroasă prin comparație cu vremurile independenței și democrației pierdute.
Pierderile cehilor datorate persecuțiilor politice și internării în lagărele de concentrare s-au cifrat între 36.000 și 55.000 de victime. Populația evreiască din Boemia și Moravia (118.000 de persoane, conform recensământului din 1931), a fost pur și simplu anihilată. Numeroși evrei au emigrat după 1939. Cam 70.000 dintre ei au fost uciși iar 8.000 au supraviețuit în lagărul de la Terezín. Mai multe mii de evrei au reușit să supraviețuiască în diferite ascunzători în toată perioada de ocupație.